# Cretaceous Research
Cretaceous Research («Меловые исследования») — рецензируемый научный журнал. Основан в 1980 году. Журнал фокусируется на темах, связанных с меловым периодом. Издаётся одним из крупнейших научных издательских домов мира «Elsevier».
Журнал рефератируется и индексируется в Scopus и Web of Science. Согласно «Journal Citation Reports», импакт-фактор журнала на 2020 год составляет 2,176.
Вопросы исследований включают в себя:
- Региональная геология
- Стратиграфия и палеонтология
- Палеобиология
- Палеобиогеография
- Палеоокеанография
- Палеоклиматология
- Эволюционная палеоэкология
- Геохронология
- Глобальные события